# ECHS
Niektóre z zamieszczonych tu informacji wymagają weryfikacji.
Dokładniejsze informacje o tym, co należy poprawić, być może znajdują się w dyskusji tego artykułu.
 Po wyeliminowaniu niedoskonałości należy usunąć szablon {{Dopracować}} z tego artykułu.
ECHS (Extended CHS) – procedura adresacji sektorów na twardych dyskach odpowiedzialna za obsługę dysków o pojemności powyżej 528 MB. 

Przy obsłudze dysków w trybie Cylinder Head Sector nakładają się na siebie ograniczenia BIOSu i interfejsu IDE. Żeby umożliwić obsługę dysków większych od 528 MB, stworzono adresacje LBA i Extended CHS. Jeżeli dysk albo BIOS nie obsługuje LBA, to pozostaje ECHS. Po formatowaniu dysku nie można przestawiać adresacji z LBA na ECHS i odwrotnie – grozi utratą danych.